# Gmina Krośnice
Die Gmina Krośnice ist eine Landgemeinde im Powiat Milicki der Woiwodschaft Niederschlesien in Polen. Ihr Sitz ist das gleichnamige Dorf (deutsch: Kraschnitz) mit etwa 1750 Einwohnern.

## Geographie

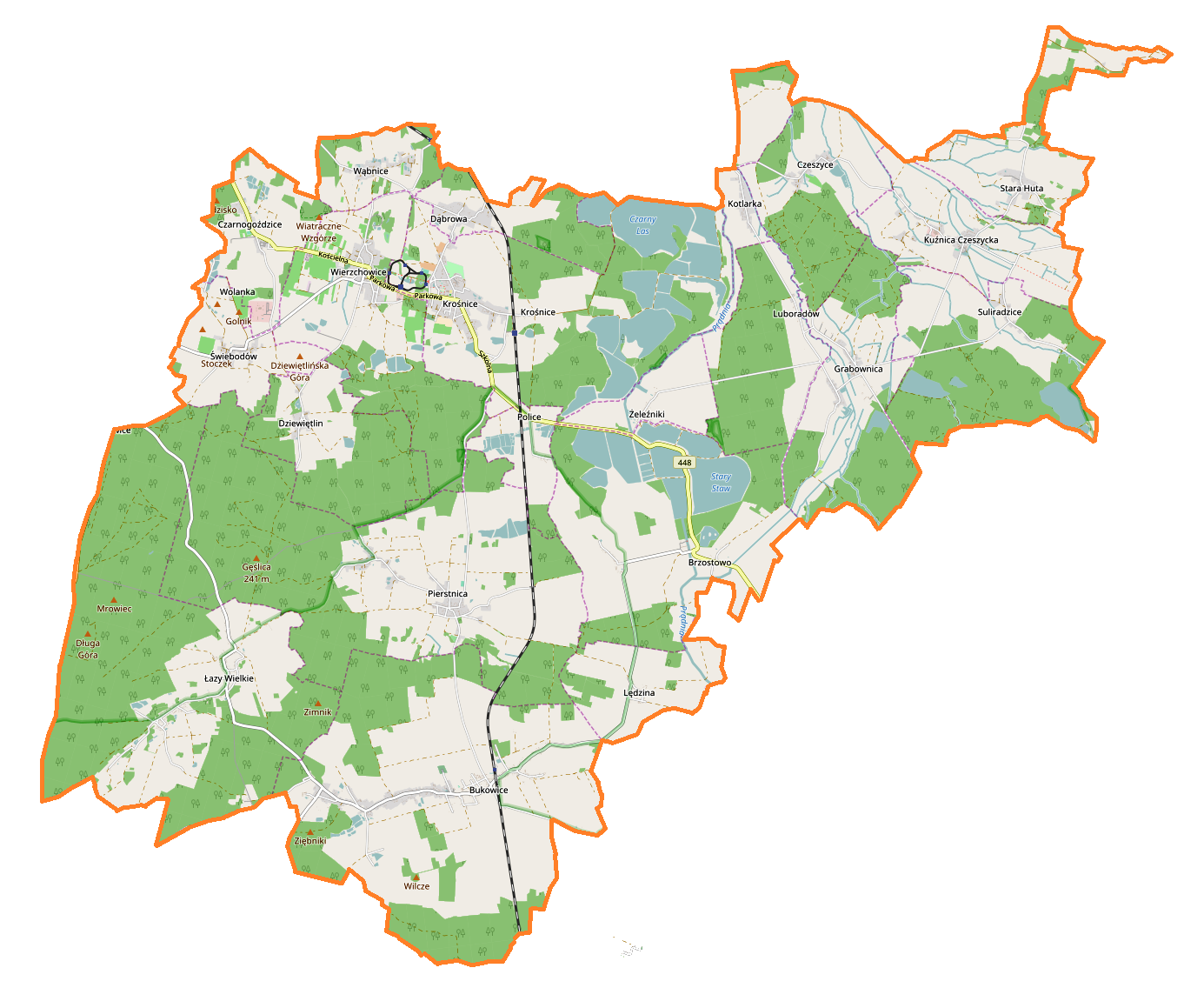
Karte der Gemeinde

Die Gemeinde liegt im Nordosten der Woiwodschaft Niederschlesien und grenzt im Osten an die Woiwodschaft Großpolen. Nachbargemeinden ist dort Sośnie; die weiteren sind Twardogóra im Südosten, Dobroszyce im Süden, Zawonia im Südwesten und die Kreisstadt Milicz (Militsch) im Westen und Norden. Breslau liegt etwa 40 Kilometer südwestlich.
Das Gebiet südlich des Barycz (Bartsch) ist reich an Teichen.

## Geschichte
Die Landgemeinde wurde 1973 aus Gromadas wieder gebildet. Das Gebiet der Woiwodschaft Breslau wurde 1975 erheblich verkleinert, der Powiat aufgelöst. Zum 1. Januar 1999 kam die Gemeinde zur Woiwodschaft Niederschlesien und zum wieder errichteten Powiat Milicki.

## Gliederung
Die Landgemeinde (gmina wiejska) Krośnice besteht aus Dörfern mit 22 Schulzenämtern (sołectwa; deutsche Namen, amtlich bis 1945):
- Brzostowo (Brustawe, 1937–1945: Eichensee)
- Bukowice I & II (Frauenwaldau)
- Czarnogoździce (Zwornogoschütz, 1936–1947: Hohenwarte (Schlesien))
- Czeszyce (Tschechenglashütte, 1937–1945: Alt Glashütte)
- Dąbrowa (Dammer)
- Dziewiętlin (Dziewentline, Hedwigsthal)
- Grabownica (Charlottenthal)
- Kotlarka (Kesselsdorf)
- Krośnice (Kraschnitz)
- Kuźnica Czeszycka (Tschechenhammer, 1937–1945:Grenzhammer)
- Łazy (Groß & Klein Lahse, 1937–1945: Groß & Klein Mittenwald)
- Lędzina (Linsen)
- Luboradów
- Pierstnica (Groß & Klein Perschnitz, 1937–1945: Groß & Klein Zeidel)
- Police (Politz)
- Stara Huta (Neurode)
- Suliradzice (Wedelsdorf)
- Świebodów (Schwiebedawe, 1925–1947: Frankenberg)
- Wąbnice (Wembowitz, 1937–1945: Friedrichshöh)
- Wierzchowice (Wirschkowitz, 1935–1945: Hochweiler)
- Żeleźniki (Eisenhammer)

Ein Weiler ist Krzyszków (auch Kubryk; Kuhbrück).

## Verkehr
Die Woiwodschaftsstraße DW448 führt von der Kreisstadt nach Twardogóra (Festenberg). Der nächste internationale Flughafen ist Breslau. – Die Bahnhöfe Wierzchowice und Bukowice Trzebnickie an der Bahnstrecke Oleśnica–Chojnice werden nicht mehr bedient.